# Lapeyrouse (Ain)
Lapeyrouse ist eine französische Gemeinde mit 337 Einwohnern (Stand: 1. Januar 2022) im Département Ain in der Region Auvergne-Rhône-Alpes. Sie gehört zum Kanton Villars-les-Dombes im Arrondissement Bourg-en-Bresse.

## Geografie
Die Gemeinde Lapeyrouse liegt inmitten der Seenlandschaft der Dombes, etwa 31 Kilometer südwestlich der Präfektur Bourg-en-Bresse. Die Chalaronne entspringt in der Gemeinde. 
Umgeben ist Lapeyrouse von den Nachbargemeinden Bouligneux im Norden, Villars-les-Dombes im Osten, Birieux im Südosten, Saint-Marcel im Süden, Monthieux im Südwesten, Ambérieux-en-Dombes im Westen sowie Sainte-Olive im Nordwesten.

## Bevölkerungsentwicklung
| Jahr                       | 1962 | 1968 | 1975 | 1982 | 1990 | 1999 | 2006 | 2013 | 2021 |
| Einwohner                  | 208  | 183  | 169  | 199  | 207  | 226  | 286  | 316  | 326  |
| Quellen: Cassini und INSEE |      |      |      |      |      |      |      |      |      |

## Sehenswürdigkeiten

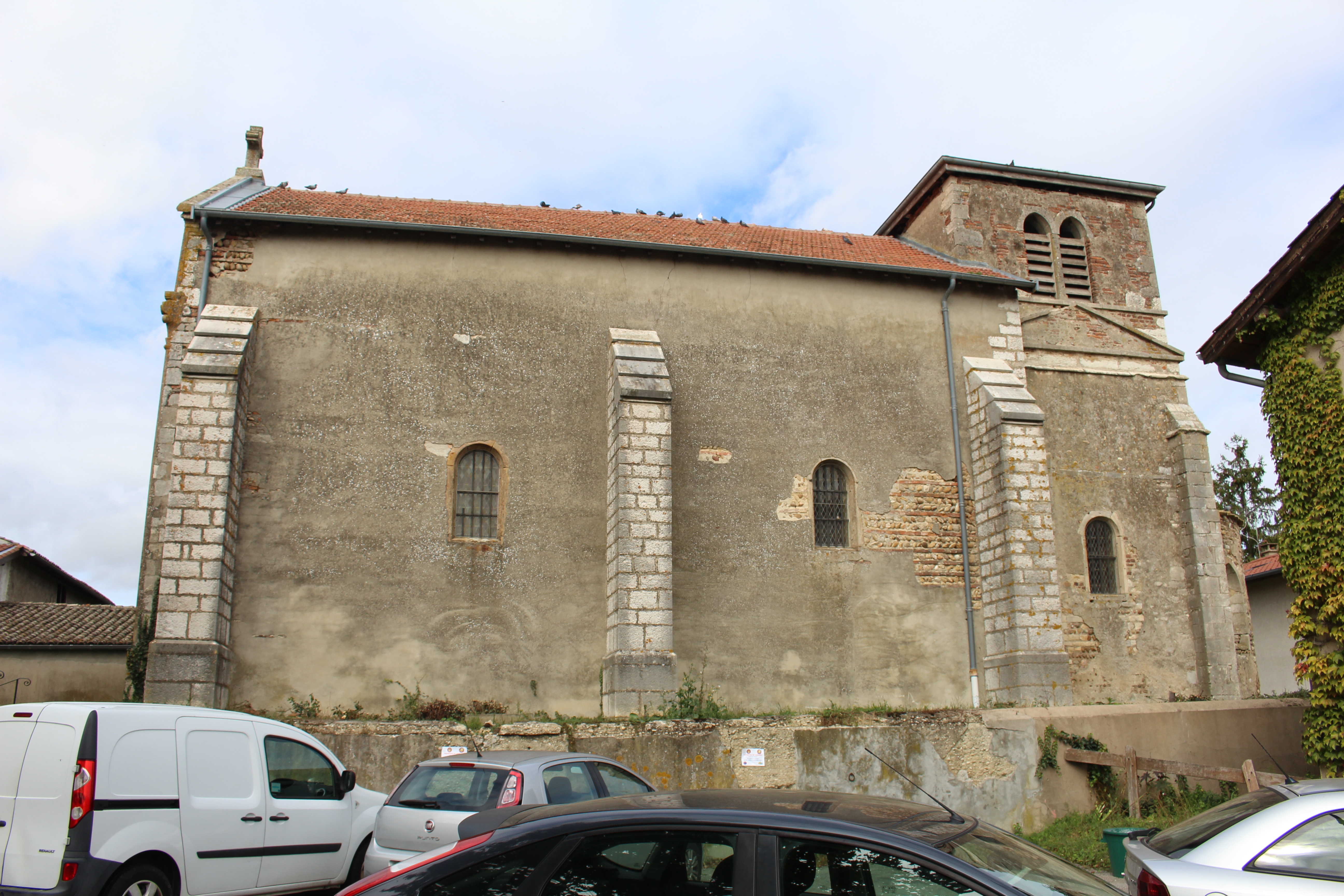
Kirche Saint-Romain

- Romanische Kirche Saint-Romain
- Schloss Grand-Glareins
- Schloss La Grange